# スチュアート・ルイス＝エヴァンズ
スチュアート・ナイジェル・ルイス＝エヴァンズ（Stuart Nigel Lewis-Evans、1930年4月20日 - 1958年10月25日）は、イギリスのレーシングドライバー。
1957年にF1デビューし、14戦に出走した。表彰台は2回、16ポイントを獲得し、ポールポジションも2回獲得している。

## 経歴
ルイス＝エヴァンズは1951年にクーパー500でフォーミュラ3に参戦、レース経歴を始めた。彼は父親のルイス「ポップ」エヴァンズに時には励まされ、時には競った。彼は多くの勝利と表彰台を獲得し、1956年まで同クラスで活動した。
ルイス＝エヴァンスは青年実業家のバーニー・エクレストンと親しくなり、自身の個人マネージャーを任せることになる。エクレストンはF1から撤退したコンノートのマシンを買い取り、1台をルイス＝エヴァンスに託した。最初のF1のレースは1957年モナコグランプリであった。性能の劣るコンノート・タイプBでルイス＝エヴァンズは4位に入賞したが、レースはファン・マヌエル・ファンジオ、トニー・ブルックス、マステン・グレゴリーらとマセラティ・250Fが支配する中、それに続く物であった。
この結果を見たヴァンウォールのオーナー、トニー・ヴァンダーヴェルはルイス＝エヴァンズを自らのチームに招き、3台目のヴァンウォールをドライブさせた。1957年のヴァンウォールは速かったものの、少々信頼性に欠けていた。ルイス＝エヴァンズのF1における初勝利はノンタイトル戦の1957年モロッコグランプリであった。また、同年最終戦のイタリアグランプリではポールポジションを獲得した。
1958年のF1世界選手権はヴァンウォールにとって前年よりはるかに良く、序盤戦でそれは判明した。スターリング・モスとトニー・ブルックスはそれぞれ3勝を挙げ、ルイス＝エヴァンズはベルギーとポルトガルで表彰台に上り、チームに貢献した。彼はまたオランダではポールポジションを獲得したが、決勝はリタイアとなった。これはこの年の唯一のリタイアということではなかったが、この年表彰台以外でポイント圏内完走したのはイギリスグランプリの4位であった。
ルイス＝エヴァンズはシーズン最終戦のモロッコでクラッシュした。ほこりだらけのアイン・ディアブ・サーキットで彼のヴァンウォールはエンジンが故障し、高速でバリアに激突、車は炎上した。彼はイギリスに空路で搬送されたが、事故の6日後に重度の火傷のため病院で死去した。ルイス＝エヴァンズの死は1958年のヴァンウォールのタイトルに暗い影を投げかけることとなった。ヴァンダーヴェルはルイス＝エヴァンズの死から完全に回復することは無く、ヴァンウォールは1958年をもってモータースポーツから撤退することとなった。
親友を失ったエクレストンはモータースポーツから離れたのち、ヨッヘン・リントのマネージャーとして復帰するが、リントも1970年に事故死した。エクレストンはブラバムのチームオーナーを経て、F1ビジネス成長の立役者となる。

## 戦績

### F1
| 年     | チーム           | シャシー | 1   | 2       | 3       | 4       | 5     | 6       | 7     | 8       | 9     | 10      | 11      | WDC  | ポイント |
| ------ | ---------------- | -------- | --- | ------- | ------- | ------- | ----- | ------- | ----- | ------- | ----- | ------- | ------- | ---- | -------- |
| 1957年 | コンノート       | Type B   | ARG | MON 4   |         |         |       |         |       |         |       |         |         | 12位 | 5        |
| 1957年 | ヴァンダーヴェル | VW 5     |     |         | 500     | FRA Ret | GBR 7 | GER Ret | PES 5 | ITA Ret |       |         |         | 12位 | 5        |
| 1958年 | ヴァンダーヴェル | VW 5     | ARG | MON Ret | NED Ret | 500     | BEL 3 | FRA Ret | GBR 4 | GER DNA | POR 3 | ITA Ret | MOR Ret | 9位  | 11       |

- 太字はポールポジション、斜字はファステストラップ。(key)

### F1ノンタイトル戦結果
(凡例) 
| 年     | チーム                            | シャシー           | 1   | 2     | 3   | 4     | 5       | 6     | 7   | 8   | 9   | 10    | 11  | 12    | 13  |
| ------ | --------------------------------- | ------------------ | --- | ----- | --- | ----- | ------- | ----- | --- | --- | --- | ----- | --- | ----- | --- |
| 1956年 | コンノート・エンジニアリング      | コンノート タイプB | NZL | BUE   | GLO | SYR   | BAR     | INT   | NAP | AIN | VAN | CAE   | SUS | BRS 2 | AUS |
| 1957年 | コンノート・エンジニアリング      | コンノート タイプB | BUE | SYR   | PAU | GLV 1 | NAP Ret |       |     |     |     |       |     |       |     |
| 1957年 | ヴァンダーヴェル・プロダクツ Ltd. | ヴァンウォール     |     |       |     |       |         | RMS 3 | CAE | INT | MOD | MOR 2 |     |       |     |
| 1958年 | コンノート・エンジニアリング      | コンノート タイプB | BUE | GLV 5 | SYR |       |         |       |     |     |     |       |     |       |     |
| 1958年 | スチュアート・ルイス＝エヴァンズ  | クーパー・T45      |     |       |     | AIN 5 | INT 7   | CAE 5 |     |     |     |       |     |       |     |

### ル・マン24時間レース
| 年     | チーム                   | コ・ドライバー         | 車両                         | クラス | 周回数 | 総合順位 | クラス順位 |
| ------ | ------------------------ | ---------------------- | ---------------------------- | ------ | ------ | -------- | ---------- |
| 1957年 | スクーデリア・フェラーリ | マルティーノ・セヴェリ | フェラーリ・315S             | S 5.0  | 300    | 5位      | 5位        |
| 1958年 | アストンマーティン Ltd.  | ロイ・サルヴァドーリ   | アストンマーティン・DBR1/300 | S 3.0  | 49     | DNF      | DNF        |

## 参照
1. ↑  The Radnorian
2. ↑  "バーニー・エクレストンのF1人生". ESPN F1.（2010年11月1日）2014年2月11日閲覧。
3. ↑  Motor Sport, December 1958, pp.821 & 824.